# اوتتوموش
اوتتوموش (به مجاری: Öttömös) یک منطقهٔ مسکونی در مجارستان است که در ناحیه موراهالوم واقع شده‌است. اوتتوموش ۳۳٫۹۱ کیلومتر مربع مساحت و ۸۱۳ نفر جمعیت دارد.